# Quận Rockwall, Texas
Quận Rockwall (tiếng Anh: Rockwall County) là một quận trong tiểu bang Texas, Hoa Kỳ. Quận lỵ đóng ở thành phố Rockwall6. Theo kết quả điều tra dân số năm 2000 của Cục điều tra dân số Hoa Kỳ, quận có dân số người. Quận Rockwall là một bộ phận của Dallas/Fort Worth Metroplex.
Quận này được thành lập năm 1873 bởi vì đường đi vào quận lỵ của quận Kaufman, lúc đó quận Rockwall vẫn là một phần của quận Kaufman, là bất tiện cho các cư dân của khu vực nay là quận Rockwall. Quận và thành phố được đặt tên theo một kiến tạo đá ngầm có hình dạng giống như bức tường.

## Địa lý
Theo Cục Điều tra Dân số Hoa Kỳ, quận có tổng diện tích là 149 dặm vuông (385 km ²), làm cho nó hạt nhỏ nhất trong Texas. 129 dặm vuông (334 km ²) là đất và 20 dặm vuông (52 km ²) của nó (13,39%) là diện tích nước.